# Leksaksbibliotek
Ett leksaksbibliotek är en utlåningsverksamhet av leksaker. Verksamheten, som kan ses som ett utslag av delningsekonomi, har vuxit fram i Sverige sedan 2010-talet och organiseras ofta i föreningsform. Internationellt har det hela rötter åtminstone till 1930-talet.

## Verksamhet
Verksamheten drivs i regel som en ideell förening och där utgifter bekostas via medlemsavgifter och med möjligheter till finansiering genom donationer och bidrag. Syftet är också att vara del av en allmän delningsekonomi, där organiserad utlåning kan minska behovet av inköp av leksaker för en barnfamilj.

## Historik
Det möjligen första leksaksbiblioteket i USA (engelska: toy library) etablerades 1935 i Los Angeles. Därefter har verksamhetstypen blivit vanlig i ett antal olika länder, och i Frankrike benämns det hela som ludothèque.
Den första verksamheten i Sverige under namnet leksaksbibliotek kan ha startats 2018 i Majorna i Göteborg, och senare har bland annat tillkommit en i Högsbo. Det första leksaksbiblioteket i Örebro öppnade 2023, det första i Stockholm 2024.